# Churchill River (Atlantik)
Der Churchill River (engl.) oder Fleuve Churchill (franz.) oder Mishta-shipu (Innu-Name:) ist ein 373 km langer Fluss im Südosten der Labrador-Halbinsel in der kanadischen Provinz Neufundland und Labrador. Einschließlich des Quellflusses Ashuanipi River beträgt die Gesamtflusslänge 856 km.

## Flusslauf
Der Oberlauf des Churchill River wird seit 1971 zum 471 m hoch gelegenen Smallwood Reservoir aufgestaut. Der unterhalb der Dammbauten gelegene 40 km lange Flussabschnitt mit dem 76 m hohen Wasserfall Churchill Falls ist weitgehend trocken gefallen. Bei Flusskilometer 333 wird das Wasser vom Wasserkraftwerk Churchill Falls in den Fluss geleitet. Der Churchill River fließt die ersten 240 km in Richtung Ostsüdost. Der Minipi River mündet von Süden kommend bei Flusskilometer 135 in den Churchill River. Dieser wendet sich anschließend in Richtung Ostnordost. Bei Flusskilometer 48 befinden sich die 8 m hohen Muskrat Falls, die eine Fischwanderung in das oberstrom gelegene Flusssystem verhindern. Der Churchill River mündet schließlich in das südwestliche Ende der Inlandsbucht Lake Melville. Die Kleinstadt Happy Valley-Goose Bay befindet sich am Nordufer des Flusses, 15 km oberhalb der Mündung.

## Hydrologie
Das Einzugsgebiet des Churchill River umfasst 93.415 km². Dieses beinhaltet ein Gebiet mit einer Fläche von knapp 12.000 km², welches ursprünglich zu den Einzugsgebieten des oberen Naskaupi River und des Kanairiktok River gehörte und aufgrund der Dammbauten des Smallwood Reservoir von diesen abgetrennt wurde. Das Einzugsgebiet oberhalb der Churchill Falls umfasst 69.266 km². Dies entspricht 24 Prozent der Landfläche von Labrador. Der mittlere Abfluss (1990–2015) am Pegel oberhalb der Muskrat Falls bei Flusskilometer 49 beträgt 1746 m³/s. Im Mai, während der Schneeschmelze, führt der Churchill River gewöhnlich die größte Wassermenge. Diese beträgt im Monatsmittel 2635 m³/s.

## Flussfauna
Im Churchill River kommen folgende Fische vor:
- Hecht
- Heringsmaräne
- Catostomus catostomus (Longnose sucker)
- Catostomus commersoni (White sucker)
- Bachsaibling (anadrome Form im Unterlauf bis Muskrat Falls; nicht-anadrome Form im gesamten Flusslauf)
- Quappe
- Amerikanischer Seesaibling
- Atlantischer Lachs (anadrome Form im Unterlauf bis Muskrat Falls; nicht-anadrome Form (Ouananiche) im gesamten Flusslauf)
- Prosopium cylindraceum (Round whitefish)
- Osmerus mordax (Rainbow smelt)
- Couesius plumbeus (Lake chub)
- Dreistachliger Stichling
- Neunstachliger Stichling
- Cottus bairdi (Mottled sculpin)
- Cottus cognatus (Slimy sculpin)

## Wasserkraftnutzung
Das Wasserkraftwerk Churchill Falls bei den gleichnamigen Wasserfällen ist ein Wasserkraftwerk am Churchill River mit einer Auslegungskapazität von 5428 MW (entspricht der Leistung von etwa sechs Atomkraftwerken). Weitere Kraftwerke sollen insgesamt 9200 MW erzeugen.
Die Entwicklung Churchill Falls hat zu Spannungen zwischen den Provinzen Neufundland und Labrador und Québec geführt. Der Betreibergesellschaft Hydro-Québec, die den Großteil der Finanzierung leistete und den Anschluss an das nordamerikanische Stromnetz vermittelt, wird vorgeworfen, einen ungerechtfertigt hohen Anteil am Gewinn einzustecken. Hydro-Québec verrechnet die Energie des Churchill-Falls-Kraftwerks zu den 1969 vereinbarten Preisen.
Am Unterlauf des Churchill River befinden sich zwei Wasserkraftprojekte im Bau bzw. in Planung: Muskrat Falls (824 MW) und Gull Island (2250 MW).

## Geschichte
Der Fluss war ursprünglich als Mishta-shipu („Großer Fluss“) bei den Labrador Innu und Naskapi bekannt, der Oberlauf jedoch wurde von den Östlichen Innu als Patshishetshuanau-shipu bezeichnet, da hier die Churchill Falls lagen, die als Patshishetshuanau bezeichnet wurden. 1839 nannte John MacLean ihn „Hamilton River“ nach Sir Charles Hamilton, der von 1818 bis 1825 Gouverneur Neufundlands war. Ab 1. Februar 1965 wurde er zu Ehren des früheren britischen Premierministers Sir Winston Churchill umbenannt.
2012 stießen kanadische Bergungstaucher im Fluss auf ein Schiffswrack. Ob es sich dabei um ein deutsches U-Boot aus dem Zweiten Weltkrieg handelt, ist noch ungewiss.